# Die Finanzen des Großherzogs
Die Finanzen des Großherzogs is een Duitse filmkomedie uit 1924 onder regie van Friedrich Wilhelm Murnau.

## Verhaal
De groothertog van Abacco heeft geen geld meer om de staatsschuld te betalen en zijn belangrijkste schuldeiser wil het groothertogdom in bezit nemen. Door te trouwen met de grootvorstin van Rusland kan hij zijn financiële problemen oplossen, maar de brief over de aanstaande verloving is gestolen.

## Rolverdeling
| Acteur                     | Personage                              |
| -------------------------- | -------------------------------------- |
| Mady Christians            | Grootvorstin Olga van Rusland          |
| Harry Liedtke              | Don Roman XXII, groothertog van Abacco |
| Robert Scholtz             | Broer van de grootvorstin              |
| Alfred Abel                | Philipp Collins                        |
| Adolphe Engers             | Don Esteban Paqueno                    |
| Hermann Vallentin          | Mijnheer Binzer                        |
| Julius Falkenstein         | Ernst Isaacs                           |
| Guido Herzfeld             | Markowitz                              |
| Ilka Grüning               | Augustine                              |
| Walter Rilla               | Luis Hernandez                         |
| Hans Hermann Schaufuß      | Gebochelde samenzweerder               |
| Georg August Koch          | Gevaarlijke samenzweerder              |
| Max Schreck                | Griezelige samenzweerder               |
| Balthasar von Campenhausen | Adjudant                               |